# Heorta viridans
Heorta viridans är en fjärilsart som beskrevs av Paul Dognin 1909. Heorta viridans ingår i släktet Heorta och familjen tandspinnare. Inga underarter finns listade i Catalogue of Life.